# Journal of Conscientiology
Journal of Consciousness (anteriormente conhecido como Journal of Conscientiology, termo em inglês usado para designar a "Revista ciêntífica de Conscienciologia") é uma revista publicada trimestralmente pela “Academia Internacional da Consciência” (ingl.: Internacional Academy of Consciousness — IAC) e também é licenciada pela EBSCO Publishing.[carece de fontes?] A publicação contém artigos peer-reviewed, de cunho investigativo, sobre temas de pesquisa relacionados à consciência e às habilidades não ordinárias da consciência, incluindo a experiência fora do corpo e fenômenos psi.
O JofC foi fundado por Nanci Trivellato, que hoje ocupa o cargo de editora-consultora, após ter sido editora-chefe por 14 anos.[carece de fontes?]  Atualmente, o corpo de editores é composto por Analaura Trivellato (editora-chefe), Wagner Alegretti (editor-associado) e Veronica Serrano (managing editor). A revista se estabeleceu no ano de 1998, com publicações nos idiomas inglês e espanhol e a partir do oitavo volume passou a ter também uma edição em português (dispondo de abstracts em inglês, português e espanhol). No ano de 2013 foi também publicada a primeira edição em alemão, apresentada na Feira do Livro de Frankfurt.
O JofC publica artigos de grande variedade de autores de todo o mundo, incluindo pesquisadores da própria academia.[carece de fontes?] Até o ano de 2008 o JofC já contava com 379 trabalhos publicados, de 274 autores afiliados a 32 instituições acadêmicas diferentes pelo mundo afora.
A partir de agosto de 2014, o JofC  é também publicado em versão eletrônica.

## Eventos
O JofC cobre dois eventos majoritários da área de conscienciologia e projeciologia aplicadas: o “International Congress of Projectiology and Conscientiology (ICPC)” (port.: “Congresso Internacional de Projeciologia” - CIPRO) e o “International Symposium on Conscientiological Research”. Sendo que o primeiro é publicado como um suplemento da edição regular e o segundo como edição anual.
O journal também apresenta a nomeação do prêmio “Global IAC Award for Scientific Contribution to Conscientiology” (port.: Prêmio Global IAC para Contribuição Científica em Conscienciologia).